# Ellen Toni White
Ellen White (Aylesbury, França; 9 de maig de 1989) és una futbolista anglesa. Juga com a davantera i des del 2019 juga al Manchester City de la FA Women's Super League d'Anglaterra.

## Clubs
| Club                   | País       | Any               |
| ---------------------- | ---------- | ----------------- |
| Chelsea Ladies         | Anglaterra | 2005 - 2008       |
| Leeds Ladies F.C.      | Anglaterra | 2008 - 2010       |
| Arsenal Ladies         | Anglaterra | 2010 - 2013       |
| Notts County FC        | Anglaterra | 2014 - 2016       |
| Birmingham City Ladies | Anglaterra | 2017 - actualitat |

## Títols
| Títol                         | Club                  | País            | Temporada |
| ----------------------------- | --------------------- | --------------- | --------- |
| Surrey County Cup             | Chelsea Ladies        | Anglaterra      | 2006      |
| Surrey County Cup             | Chelsea Ladies        | Anglaterra      | 2007      |
| Surrey County Cup             | Chelsea Ladies        | Anglaterra      | 2008      |
| FA Women's Premier League Cup | Leeds Ladies F.C.     | Anglaterra      | 2010      |
| FA Women's Super League       | Arsenal Ladies        | Anglaterra      | 2011      |
| FA Women's Super League       | Arsenal Ladies        | Anglaterra      | 2012      |
| FA Women's Cup                | Arsenal Ladies        | Anglaterra      | 2011      |
| FA Women's Cup                | Arsenal Ladies        | Anglaterra      | 2013      |
| FA WSL Cup                    | Arsenal Ladies        | Anglaterra      | 2011      |
| FA WSL Cup                    | Arsenal Ladies        | Anglaterra      | 2012      |
| FA WSL Cup                    | Arsenal Ladies        | Anglaterra      | 2013      |
| London County FA Women's Cup  | Arsenal Ladies        | Anglaterra      | 2011      |
| Copa de Xipre                 | Selecció d'Anglaterra | Plantilla:Xipre | 2013      |